# Okoukouda
Okoukouda est un village de la région du Centre du Cameroun. Il est localisé dans l'arrondissement (commune) d'Okola. On y accède par la piste rurale qui lie Nkolfeb à Ekabita et à Okoukouda.

## Population et société
En 1965, la population de Okoukouda était de 301 habitants. Okoukouda comptait 440 habitants lors du dernier recensement de 2005. La population est constituée pour l’essentiel du peuple Eton.